# Désaminase
 (janvier 2022).
Une désaminase est un type d’enzyme qui catalyse la désamination, donc l'élimination d'une amine.
En microbiologie, trois désaminases sont recherchées. Ce sont des oxydoréductases qui catalysent la réaction suivante : 

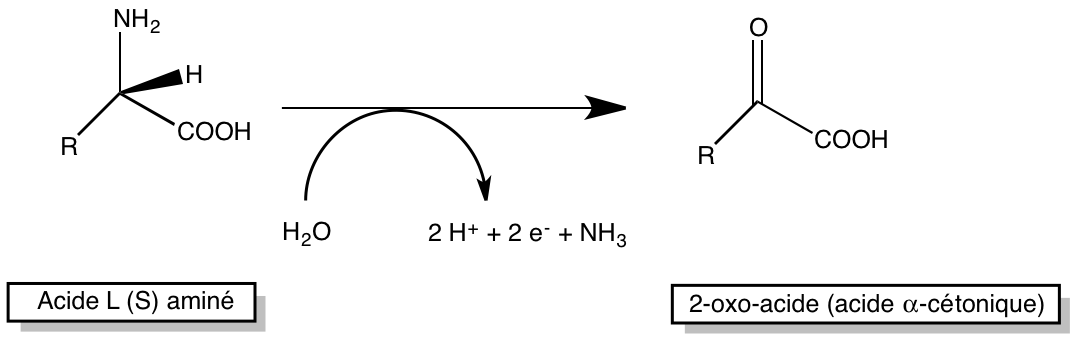
Désaminase réaction générale

## Désaminases en microbiologie
Ce sont :
- la tryptophane désaminase
- la phénylalanine désaminase
- la lysine désaminase

Elles sont mises en évidence par addition de fer III dans le milieu réactionnel donnant une coloration, avec le 2-cétoacide, :
- marron pour la tryptophane désaminase
- verte pour la phénylalanine désaminase
- rouge vineux pour la lysine désaminase

Les désaminases sont caractéristiques d'un groupe d'Entérobactéries (Proteus, Providencia, Morganella, Tatumella).